# Лосинцы
Лосинцы (бел. Ласінцы) — деревня в Дрогичинском районе Брестской области Белоруссии. Входит в состав Вульковского сельсовета. Население — 84 человека (2019).

## География
Лосинцы находятся в 8 км к северо-западу от Дрогичина, с юга к ним примыкает деревня Белинок. Местность принадлежит бассейну Днепра, рядом с селом берёт начало ручей Лосинцы, впадающий в Ясельду. Через село проходит автодорога Дрогичин — Берёза, местные дороги ведут в деревни Вулька и Симоновичи. Ближайшая ж/д станция — в Дрогичине (линия Брест — Пинск).

## История
Лосинцы впервые упоминаются в письменных источниках в 1517 году.
После третьего раздела Речи Посполитой (1795 год) Лосинцы в составе Российской империи, принадлежали Гродненской губернии.
В начале XIX века, по другим данным в 1862 году, построена деревянная Успенская церковь (сохранилась).
Согласно Рижскому мирному договору (1921) деревня вошла в состав межвоенной Польши, где принадлежала Дрогичинскому повету Полесского воеводства. С 1939 года в составе БССР.

## Достопримечательность
- Успенская церковь. Возведена из дерева в XIX веке, памятник народного деревянного зодчества. Перед церковью стоит отдельная деревянная звонница также построенная в XIX веке.
- Могила неизвестного солдата (1944 год). В 1970 году на могиле установлен обелиск.

Оба объекта включены в Государственный список историко-культурных ценностей Республики Беларусь.